# Тельес, Дора Мария
До́ра Мари́я Те́льес Аргуэ́льо (исп. Dora María Téllez Argüello; род. 21 ноября 1955 года, Матагальпа) — никарагуанский революционер и историк.

## Биография

### Революционерка-сандинистка
Родилась и выросла в городе Матагальпа в антиклерикальной семье среднего класса, окончила католическую школу для девочек «Сан-Хосе» (Colegio de Señoritas «San José»), впоследствии получила медицинское образование в университете Леона (училась с 1973 года). Во время учёбы стала интересоваться идеями сандинистов. В 1974 году вступила в Сандинистский фронт национального освобождения, принимала активное участие в вооружённой борьбе против диктатуры Анастасио Сомосы. После 3-го курса, в 1976 году, прервала учёбу и ушла в партизанский отряд.

Положение Никарагуа не было хорошим. Она более 40 лет управлялась диктатурой. У нас не было выбора, не было возможности изменить политическую реальность путем выборов. Мы должны были прибегнуть к вооруженной борьбе больше по обязательству, чем по вкусу.
— El País 27 января 2011  (исп.)
Воевала на севере страны, в районе Окоталя. Получила звание команданте (позже ещё и бригадира). Пройдя подготовку в Панаме и на Кубе как военный врач, в феврале 1979 года вернулась в Никарагуа и в 22-летнем возрасте стала одним из ключевых военачальников сандинистов. Воевала на нескольких фронтах.
Стала одним из руководителей захвата здания парламента 22 августа 1978 года, когда было захвачено около 1500 человек, и была ответственной за ведение переговоров с правительством.

Габриэль Гарсия Маркес так описывал её в то время:

«Дора Мария Тельес, двадцать два года, очень красивая, застенчивая и сосредоточенная девушка, обладающая умом и здравым смыслом, которые могли бы послужить ей для любой большой цели в жизни. Она также три года изучала медицину в Леоне. „Но я сдалась из-за разочарования“, — говорит она. „Было очень грустно лечить детей, страдающих от недоедания, которые три месяца спустя возвращались в больницу в худшем состоянии снова от недоедания“
— La Prensa 25 июня 2017  (исп.)
Как начальник штаба Западного партизанского фронта „Ригоберто Лопес Перес“ руководила штурмом города Леон, защищаемого элитными частями Национальной гвардии во время летнего наступления 1979 года (город стал первым крупным населённым пунктом, освобождённым силами СФНО).

### После революции
После победы Сандинистской революции занимала сначала должность военного коменданта Леона и II военного округа СФНО, затем политического секретаря городского комитета СФНО в Манагуа (1979—1985), затем министра здравоохранения в правительстве национального возрождения (1985—1990) и руководила созданием системы бесплатной медицины, за что была отмечена наградой ООН. Была первым вице-президентом Госсовета на сессиях 1980, 1981 и 1982 годов. Избиралась депутатом Национальной ассамблеи в 1985 и 1990 годах.

„У меня нет предпочтения какой-либо конкретной должности. Я чувствую себя готовой к любому месту, где я могу что-то привнести. Сегодня я стану министром здравоохранения… ну, может завтра я снова стану бойцом. Послезавтра мне может быть интересно пойти в сельское хозяйство, или в образование, или в дипломатическую службу. Должность не имеет важности больше, чем то, что можно на ней сделать. Революция многое делает, потому что вы можете работать с человеком.“
— El País 9 декабря 1985  (исп.)

### Оппозиционерка-сандинистка
В 1995 году покинула СФНО в знак протеста против отсутствия демократизации Фронта и усиления авторитарности правления Даниэля Ортеги и стала одним из организаторов партии Движение сандинистского обновления (MRS), чтобы создать новую политическую силу, которая „претендует на подлинные ценности сандинизма, демократии и социальной справедливости“. В партии состоят разочаровавшиеся в руководстве Д. Ортеги сандинисты, в том числе Серхио Рамирес, Луис Каррион, Эрнесто Карденаль, Генри Руис и Виктор Тирадо. Партия получила четверть голосов в Манагуа на выборах 2006 года.
В 1998—2007 годах была председателем MRS.
В июне 2008 года объявляла голодовку против „диктатуры Ортеги“, вновь избранного президентом в 2006 году и попытавшегося ликвидировать MRS (голодала на улице, недалеко от Кафедрального собора Манагуа, в новом центре столицы, в течение 13 дней, после чего врачи настояли на прекращении голодовки из-за угрозы здоровью). По её мнению, в результате длительного отсутствия в стране Даниэль Ортега „не только теряет связь со своими министрами, но и контакты с реальным положением дел в Никарагуа, одной из самых бедных стран в Латинской Америке“.
Поддержала протестное движение в 2018 году, резко выступив против Д. Ортеги: „Это человек без принципов, только движимый жаждой власти“, „…он диктатор, он тиран… человек, который не заботится о жизни никарагуанцев и заботится только о власти и деньгах“. Неоднократно выступала в СМИ, достаточно резко подтверждая свою позицию.
В июне 2021 года была арестована во время полицейского рейда без постановления суда и с использованием дронов в частном доме во время волны арестов оппозиционеров перед на выборами 2021 года. Была обвинена в нарушении закона № 1055, одобренного в декабре 2020 года, который предоставляет правительству одностороннее право арестовывать любого, кого оно называет „предателем страны“. В феврале 2022 года прокуратура запросила наказание в виде 15 лет лишения свободы плюс лишения права занимать государственные должности. В сентябре 2022 года начала голодовку с требованием своего освобождения и была освобождена 8 февраля 2023 года после 605 дней заключения и в числе 222 никарагуанских заключенных выслана в США с лишением никарагуанского гражданства. Рассказала об условиях психологических пыток и нарушениях международного права в отношении заключенных, а также о смерти из-за отсутствия медицинской помощи бывшего революционного генерала Уго Торреса Хименеса. 23 мая 2023 года ей было предоставлено гражданство Испании.

### Научная деятельность
С 1998 года возглавляла библиографический исследовательский проект для никарагуанских университетов. Являлась координатором проектов Memoria Centroamericana Института истории Никарагуа и Centroamerica (Ihnca) Центральноамериканского университета (там же работает преподавателем истории) в сотрудничестве с Университетом Коста-Рики.
Как историк, особо изучала период лишения земель коренных жителей Матагальпы и Хинотеги, вызванный колонизацией никарагуанского государства в 1820—1890 годах. За вклад в изучение истории Никарагуа стала членом Академии географии и истории Никарагуа и член-корреспондентом Академии географии и истории Гватемалы.
В 2004 году была приглашена в Гарвардскую школу богословия Гарвардского университета, но Государственный департамент отказался выдать ей въездную визу — в США она до сих пор считается террористкой за нападение на Национальный дворец в 1978 году.
В ответ 122 учёных из Гарварда и 15 из других североамериканских университетов подписали заявление о её поддержке, заявляя, что та акция была проведена против режима, который «повсеместно считался преступным и бесчеловечным».
Автор нескольких публикаций («Центральная Америка, хрупкость демократий» /«Amérique centrale, fragilité des démocraties»/, ISBN 978-2-916722-63-4, (фр.)).
Замужем не была.